# Jargon File

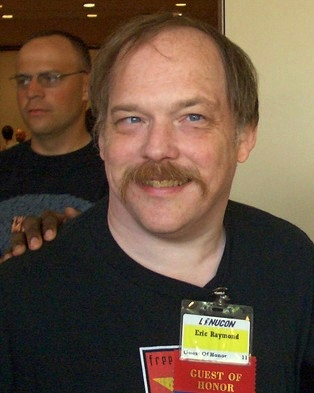
Eric Steven Raymond, atual mantenedor do Jargon File

O Jargon File é um glossário que foi mantido no MIT-AI antes de ser publicado em livro como o Hacker's Dictionary.
Muitos anos depois de o livro ter sido publicado, Eric Steven Raymond o pegou, atualizou e o republicou como o New Hacker's Dictionary.
Algumas pessoas que faziam parte do universo onde o original foi criado argumentam que Eric, no processo de atualização, destruiu o dicionário: mudou a ênfase principal de Lisp para UNIX, diversificou o que antes era o único registro cultural de um grupo e adicionou vários tipos de termos que são "jargão" apenas no sentido de serem termos técnicos.